# Christopher Bengtsson
Christopher Bengtsson, född 19 oktober 1993 i Stockholm, är en svensk professionell ishockeyspelare (forward) som spelar för AIK Hockey i Hockeyallsvenskan. Hans moderklubb är Huddinge IK.

## Meriter
- 2013 - SM-silver i J20 Superelit